# Palazzo Stampa di Soncino
A Palazzo Stampa di Soncino (Via Torino 61.) egy milánói palota.

## Története
Massimiliano Stampa, hercegi tanácsos építtette a 16. században. A palota tornya 42 m magas. Udvarát árkádsor övezi. A homlokzat újabb keletű, a 19. századból származik.